# Wózek dziecięcy

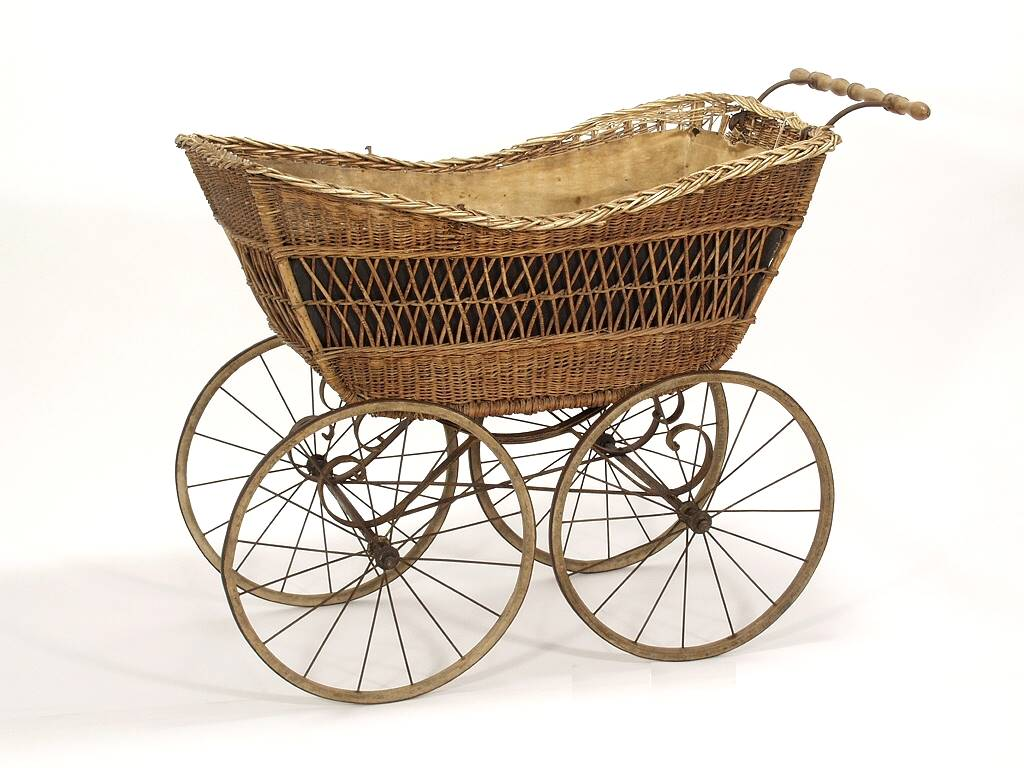
Zabytkowy wózek dziecięcy z wiklinowym koszem, ok. 1910

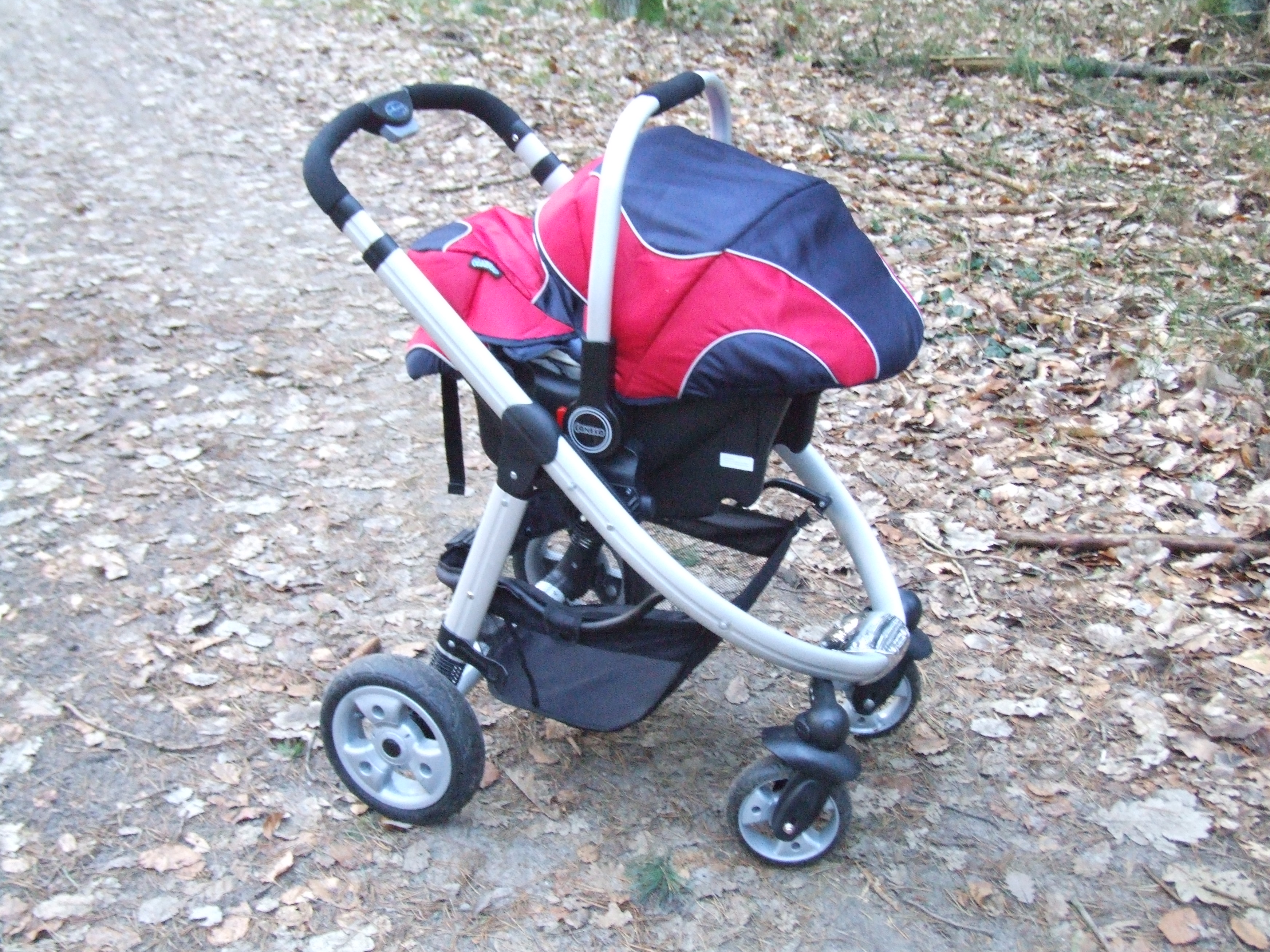
Współczesny wózek dziecięcy

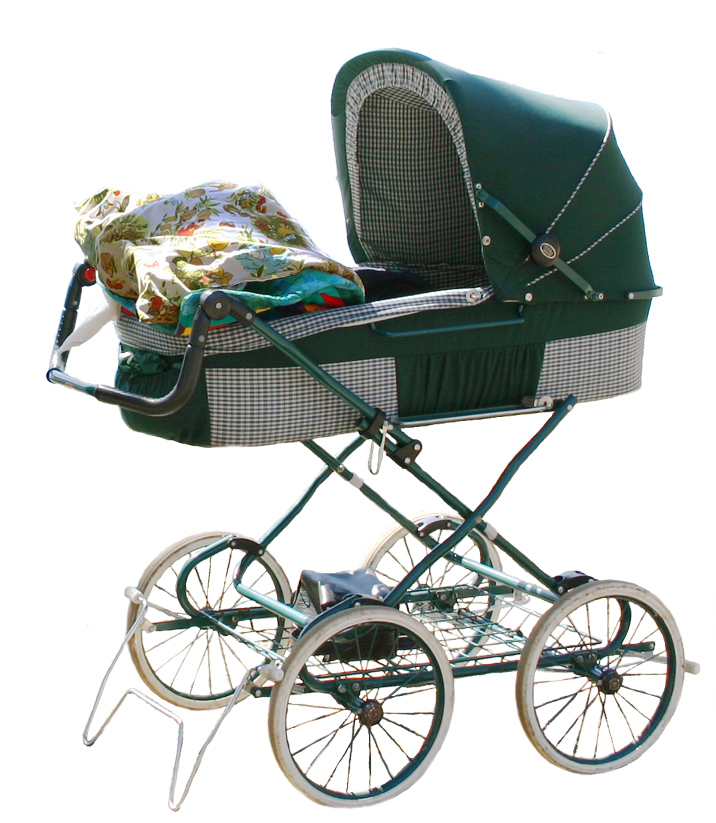
Wózek głęboki 2004 r.

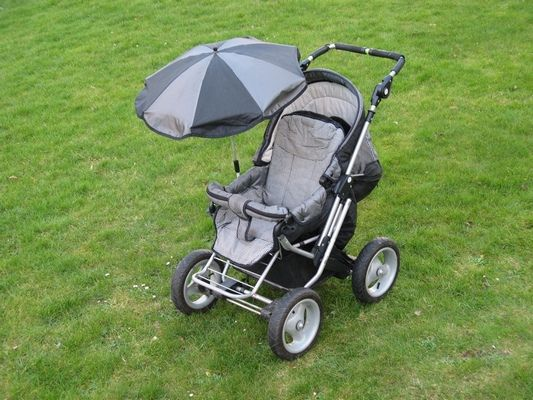
Wózek spacerowy 2000 r.

Wózek dziecięcy – mobilne urządzenie przeznaczone do transportu niemowląt i małych dzieci. W szerszym użyciu od XIX wieku.

## Charakterystyka współczesnych wózków dziecięcych

### Rączka
Obecnie wózki dziecięce umożliwiają regulację wysokości rączki, aby umożliwić wygodną i ergonomiczną obsługę osobom o różnym wzroście. Regulacja jest na ogół:
- teleskopowa – rączkę można wysuwać bądź wsuwać powodując tym samym, iż znajduje się ona dalej od wózka i wyżej, bądź bliżej wózka i niżej
- przegubowa (łamana) – rączka jest podzielona na dwie części połączone przegubem, umożliwiającym obniżenie bądź podniesienie (przykład na zdjęciu podpisanym jako „wózek głęboki”).

Niektóre wózki umożliwiają zmianę położenia rączki (przełożenie rączki na drugą stronę). Jest to szczególnie przydatne w przypadku wózków wielofunkcyjnych (w gondoli na ogół dziecko umieszczamy twarzą do prowadzącego, w spacerówce – na odwrót). Ponadto umożliwia takie ustawienie wózka, aby słońce nie świeciło dziecku w twarz w trakcie snu.
Sposób przekładania rączki zależy od modelu. Może wymagać demontażu rączki i montażu po drugiej stronie.

### Koła
Najczęściej spotykane są wózki czterokołowe, ale popularne są również trójkołowce. Wózki trójkołowe charakteryzują się na ogół większą masą w porównaniu do wózków czterokołowych, aby zwiększyć ich stabilność.
Przednie koła mogą być stałe, bądź skrętne (opcjonalnie z możliwością blokady skręcania).

## Typy wózków dziecięcych

### Wózek głęboki
Klasyczny wózek przeznaczony do transportu niemowląt w pozycji leżącej. Składa się z tzw. kosza (gondoli), najczęściej odczepianego, umieszczonego na amortyzowanym podwoziu. Do ochrony przed deszczem służy składana „budka” przymocowana do gondoli. Potrzebne do pielęgnacji akcesoria niemowlęce można przewozić w bagażniku pod gondolą lub w specjalnej torbie (lub kieszeni) przymocowanej do ramy wózka.

### Wózek spacerowy
Potocznie nazywany „spacerówką”, przeznaczony jest głównie do transportu w pozycji siedzącej nieco starszych dzieci do ok. 2–3 lat. Jest otwarty z przodu, z oparciem dla stóp oraz ramą i często pasami chroniącymi dziecko przed wypadnięciem. Najczęściej czterokołowy, chociaż coraz popularniejsze stają się warianty trzykołowe. W wózkach tego typu często można łatwo zmienić układ siedzenia na leżący – po zastosowaniu dodatkowej wkładki zastępuje typową gondolę (wariant często wybierany przez rodziców dzieci rodzących się wiosną).
W 1965 roku składany wózek spacerowy o lekkiej aluminiowej konstrukcji (ang. buggy) wynalazł i opatentował Owen Maclaren, brytyjski projektant lotniczy. Produkcja na szerszą skalę rozpoczęła się w 1967 roku, a duża popularność tego wynalazku zaznaczyła się od lat 80. XX wieku.

### Dla kilku dzieci
Produkowane są również wózki bliźniacze (potocznie zwane „bliźniakami”), a nawet przeznaczone do przewożenia większej liczby dzieci w podobnym wieku.

### Wózki biegowe
Wózki potocznie zwane biegowymi, jednak nadające się także do jazdy na rolkach. Przeznaczone dla rodziców chcących aktywnie spędzać czas na spacerze małym dzieckiem. To specjalna konstrukcja mająca z reguły 3 nieco większe koła. Prawdziwy wózek do biegania powinien posiadać specjalny certyfikat. 

### Wózki wielofunkcyjne
Obecnie najpopularniejsze są wózki uniwersalne (wielofunkcyjne). To połączenie wózka spacerowego i głębokiego. Do ramy można przymocować typową gondolę, siedzenie (spacerówkę) lub fotelik samochodowy i tym samym zmieniać funkcjonalność wózka w zależności od potrzeb lub wieku dziecka. Na ogół jednak w tego typu wózkach rozmiar gondoli jest mniejszy, niż w wózku głębokim. Niektóre wersje wózków wielofunkcyjnych zamiast gondoli posiadają nosidełko.

## Ciekawostki
- W słynnej scenie masakry na Schodach Odeskich z filmu Pancernik Potiomkin Siergieja Eisensteina z 1925 roku widać pędzący w dół bez kontroli wózek z niemowlęciem. Scena ta później wielokrotnie służyła za inspirację filmowcom.
- W czasach II Wojny Światowej w Anglii stworzono wózek w całości zamknięty. Miał on jedynie otwory wentylacyjne i wbudowany filtr przeciwgazowy. Był to model przygotowany specjalnie na wypadek ataku gazowego.